# Opération Caméléon
Vous lisez un « bon article » labellisé en 2012.
Conflit armé colombien
Batailles
Années 1970

Anorí
Années 1980

Palais de justice
Années 1990
- Casa Verde
- Girasoles
- Las Delicias
- Quebrada El Billar
- Miraflores
- Mitú

Années 2000
- Berlín
- Reprise de la zone démilitarisée
- Alcatraz
- Jaque
- Fénix
- Dinastía

Années 2010
- Camaleón
- Sodoma
- Némésis
- Odiseo
- Combats de 2013 (processus de paix)

L'opération Caméléon (en espagnol, Operación Camaleón) est une opération militaire de l'armée nationale colombienne qui s'est déroulée les 13 et 14 juin 2010 dans le but de libérer quatre otages détenus par la guérilla des Forces armées révolutionnaires de Colombie (FARC). Les otages comprenaient trois membres de la Police nationale colombienne (le général Luis Herlindo Mendieta ainsi que les colonels Enrique Murillo et William Donato Gómez) et le sergent Arbey Delgado de l'armée nationale. L'opération se déroula dans la municipalité d'El Retorno, dans une zone de la jungle où naît le río Inírida dans le département de Guaviare, à 28 kilomètres du lieu de l'opération Jaque qui permit la libération de quinze otages en 2008.
Cette mission put notamment se concrétiser grâce à plusieurs mois d'analyse par les services de renseignement militaire des informations récoltées par les agents de l'armée et de la police infiltrés au sein des FARC et lors de la capture du guérillero Marcos Parrilla. Ce dernier livra les coordonnées de la zone où se trouvaient les otages. Le 10 juin, à 17 h 30, le président Álvaro Uribe donna son accord au commandant des forces militaires, le général Freddy Padilla de León, pour le déploiement des troupes et le lancement de l'opération Caméléon. L'offensive commença le 13 juin et permit la libération de quatre otages détenus depuis près de douze ans. Le point de vue de la guérilla sur ces événements est inconnu.
À la suite du succès de l'opération, le commandant de l'armée, Oscar González, déclara que les informateurs ayant permis de mener à bien le sauvetage avaient reçu 2,5 milliards de pesos de récompense. Pour l'opposition politique colombienne, l'opération Caméléon a été mise en place afin d'influencer le deuxième tour de l'élection présidentielle, ce qui fut réfuté par Álvaro Uribe.

## Contexte
L'opération Caméléon fut une des nombreuses opérations menées contre les FARC durant le conflit armé colombien. Cette guerre civile trouve ses sources dans l'assassinat du leader libéral Jorge Eliécer Gaitán le 9 avril 1948 auquel succéda une journée de manifestations, d'émeutes et de répressions violentes, appelée « Bogotazo ». Le Bogotazo est le premier épisode de La Violencia, période de grande violence entre les conservateurs et les libéraux qui a facilité l'émergence de deux groupes de guérilla marxistes : les Forces armées révolutionnaires de Colombie (FARC) et l'Armée de libération nationale (ELN).
Álvaro Uribe Vélez, élu pour la première fois le 26 mai 2002, puis réélu le 28 mai 2006, prit les rênes de la présidence de la Colombie après huit ans d'activité intense des FARC qui connurent plusieurs victoires importantes : les attaques de Las Delicias en 1996, d'El Billar, de Miraflores et de Mitú en 1998. Lors de la campagne présidentielle en 2002, Uribe déclara « Nous avons le droit de vivre dans un pays en paix et l'obligation d'aider à y parvenir » et promit qu'il serait « le premier soldat de Colombie ». Au pouvoir, il mena une politique intransigeante vis-à-vis des guérillas baptisée « sécurité démocratique », l'objectif étant de les forcer à négocier en leur infligeant des pertes militaires. Pour cela, il renforça les moyens humains et matériels de l'armée. N'acceptant de négocier qu'avec les guérillas qui acceptaient de déclarer un cessez-le-feu, Uribe remporta un certain nombre de succès : la démobilisation de dizaines de milliers de membres de groupes paramilitaires, le cessez-le-feu des AUC, la libération d'otages comme ce fut le cas lors de l'opération Jaque ou la mort de leaders des FARC tel que Raúl Reyes lors de l'opération Phénix.
En 2010, Álvaro Uribe ne pouvant constitutionnellement pas briguer un troisième mandat, il soutint la candidature à la présidence de son ancien ministre de la défense, Juan Manuel Santos,, qui participa notamment aux succès des forces armées lors des opérations Phénix et Jaque en 2008. À l'issue du premier tour qui se déroula le 30 mai de la même année, le dauphin d'Uribe, candidat du Partido Social de Unidad Nacional, était largement en tête avec 46,56 % des voix contre 21,49 % pour le candidat du Partido Verde, Antanas Mockus, partant ainsi favori pour le deuxième tour de l'élection présidentielle qui était fixé à la date du 20 juin 2010. L'opération se déroula donc entre les deux tours de la présidentielle.

## Planification

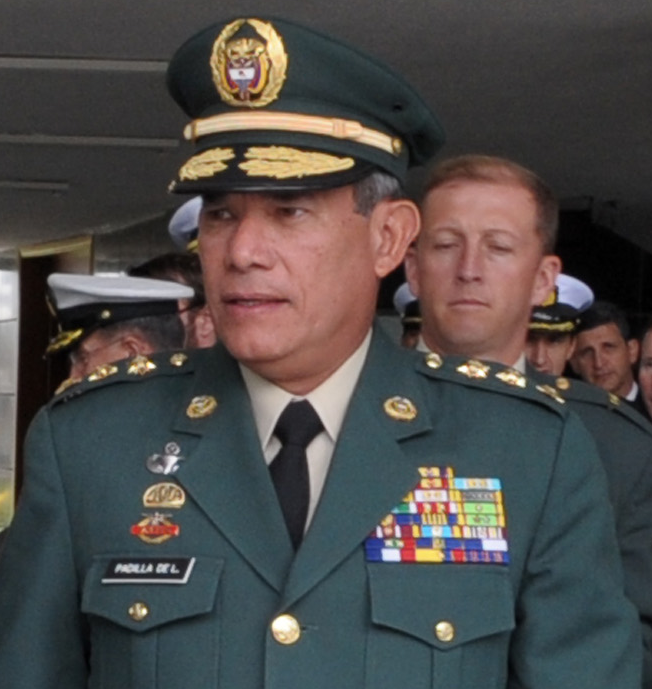
Le général Freddy Padilla de León, commandant des forces militaires lors de l'opération Caméléon.

Selon le récit qu'en firent les autorités colombiennes à la presse, plusieurs mois avant le lancement de l'opération Caméléon, des agents de l'armée et de la police infiltrèrent les FARC, remontant chaque semaine et avec prudence les données qu'ils avaient récupérées sur le terrain. Ils pénétrèrent ainsi leurs systèmes de sécurité, copiant les nouvelles clés de communications internes et les fréquences que les FARC avait modifiées à la suite de l'opération Jaque. Ces informations étaient traitées par le commandant de la Fuerza de Tarea Conjunta Omega (FUTCO), le général Javier Flórez, qui les transmettait ensuite à la haute hiérarchie militaire.
Après avoir analysé pendant plusieurs mois les informations qu'ils détenaient, trois des colonels les plus expérimentés des services de renseignement militaire décidèrent d'aller voir le général Óscar Enrique González Peña la première semaine de février 2010. L'un d'eux, qui avait participé précédemment à l'opération Jaque en 2008, avait repéré la zone où étaient les otages dans le département de Guaviare. Ainsi, la planification était basée sur toutes les informations traitées depuis 2007, avec Jhon Frank Pinchao qui avait réussi à s'évader (après avoir été l'otage des FARC pendant près de neuf ans), les libérations unilatérales de la guérilla marxiste et le sauvetage des 15 personnes enlevées lors de l'opération Jaque. Par ailleurs, les communications de la guérilla étaient déchiffrées sans relâche, ce qui permit de définir une triangulation de la zone entre le corregimiento La Paz, la municipalité de Calamar et le río Inírida situés dans le Guaviare.
Les hommes des services de renseignement appelèrent cette opération « operación Maestría » tandis que ceux des opérations spéciales préférèrent la baptiser « Operación Camaleón ». Au début du mois de mars 2010, elle commença à se concrétiser grâce aux rapports des services de renseignement militaire et 300 hommes des forces spéciales (Fuerzas Especiales). Le 12 mars, Marcos Parrilla, un guérillero du Frente primero des FARC fut capturé par la Fuerza de Tarea Conjunta Omega,, une unité d'élite composée d'hommes de l'armée, de la marine, de la force aérienne et de la police qui a pour mission d'abattre les principaux chefs des FARC. Il se démobilisa par la suite, donna des informations importantes pour que l'opération puisse être réalisée, telles que les coordonnées de la zone où se trouvaient les séquestrés. Il informa également que le groupe de guérilleros et ses otages se déplaçaient fréquemment, restant sur un lieu pour une courte période allant de 8 à 15 jours, données qui furent vérifiées par les services de renseignement de l'armée. Les agents infiltrés chez les FARC parvinrent même à atteindre le camp où étaient retenus les prisonniers et installèrent à divers endroits de la jungle de Guaviare des systèmes de surveillance.
L'armée apprit ainsi que les otages étaient détenus par des guérilleros de l'unité Séptimo Frente des FARC. Selon le commandant des forces militaires, le général Freddy Padilla de León, l'opération, initialement planifiée sur quinze jours, n'en dura réellement que huit dont 36 heures critiques avec un risque très élevé.

## Déroulement
| El Retorno\| Localisation du Guaviare en Colombie \| |
| Localisation du Guaviare en Colombie                 |

| Localisation du Guaviare en Colombie |

L'étape finale de l'opération Caméléon débuta le 2 juin 2010, l'objectif étant de porter le coup final à l'adversaire avant le 17 juin, sachant que les otages pouvaient être déplacés vers un autre camp. Ce jour-là, une cinquantaine de commandos de l'armée descendirent en rappel dans la jungle du département de Guaviare. Sur le terrain, les soldats étaient sous les ordres d'un capitaine et de deux lieutenants des forces spéciales tandis que deux colonels qui avaient participé à l'opération Phénix dirigeaient l'action depuis San José del Guaviare. Les soldats furent déposés à une trentaine de kilomètres du campement des FARC où les otages étaient retenus, dans la vereda de Salto Gloria rattachée à la municipalité d'El Retorno. Ils commencèrent à avancer prudemment et à une faible allure de 3 km par jour en moyenne vers leur objectif, ne l'atteignant qu'au bout de dix jours, ils rampèrent sur les deux derniers kilomètres toute une nuit. Sur place, leur mission fut d'observer tous les mouvements des guérilleros qui gardaient les otages.

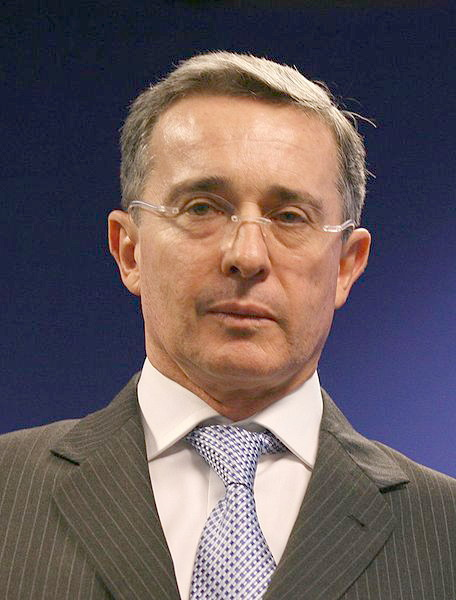
Le président Álvaro Uribe donna son accord pour le lancement de l'opération Caméléon le 10 juin 2010 à.

Le 10 juin, à 17 h 30, le président Álvaro Uribe donna son accord au commandant des forces militaires, le général Freddy Padilla de León, pour le déploiement des troupes et le lancement de l'opération Caméléon. Le lendemain, environ 300 hommes des forces spéciales furent choisis par le général et envoyés dans le bataillon Joaquín París à San José del Guaviare. Le samedi 12 juin, à 13 h ou « heure zéro de l'opération », les aéronefs de la force aérienne furent rattachés au bataillon.
Le 13 juin, à 10 h, depuis des hélicoptères Black Hawk, les hommes du Comando de Operaciones Especiales (COPES) descendirent en rappel, dans une zone située à quatre kilomètres du camp des guérilleros. À 11 h 30, les commandos de l'armée arrivèrent au campement de la guérilla,. Ils lancèrent alors l'offensive contre les guérilleros alors que ces derniers s'apprêtaient à déjeuner. Afin de les neutraliser, la tactique prévue était de produire une fusillade de 25 minutes sans pause. Alors que Marcos Padilla avait indiqué à l'armée que le camp ennemi était composé de 100 à 200 guérilleros, le commando se retrouva face à un groupe d'environ 40 personnes. Cette attaque-surprise entraîna la fuite des ravisseurs qui cherchèrent à se mettre à couvert, tandis que les prisonniers en profitèrent pour s'échapper dans différentes directions. À 12 h 40, le général Luis Herlindo Mendieta et le colonel Enrique Murillo furent les premiers otages à être libérés au niveau de la vereda de Puerto Nápolis (située à la limite des départements de Guaviare et de Guainía). Escortés par un cortège de 30 commandos, ils furent immédiatement retirés de la zone de combat, tandis que d'autres soldats étaient toujours à la recherche du sergent Delgado et du colonel Donato. À 17 h 30, les militaires récupérèrent le sergent Arbey Delgado qui s'était séparé du colonel Donato lors de leur fuite afin d'augmenter leurs chances de survie. L'opération Caméléon fut cependant prolongée jusqu'aux premières heures du lundi 14 juin, l'armée n'ayant pas réussi à récupérer immédiatement le colonel William Donato Gómez perdu dans la jungle. Réfugié dans un repaire où il avait passé toute la nuit, il fut retrouvé à 7 h 15, à un kilomètre du lieu où se déroula l'attaque.
Les soldats et les otages furent évacués de la zone par des hélicoptères. Un avion les emmena ensuite jusqu'à la base aérienne du CATAM (Comando Aéreo de Transporte Militar) à Bogotá, où ils furent reçus par les ex-otages Gloria Polanco, Consuelo González et Orlando Beltrán. Après six mois de planification, 36 heures dans la forêt dense et 25 minutes de fusillades nourries, l'opération prit donc fin sans faire de victimes ou de blessés. Mendieta, Murillo, Delgado et Donato participèrent à la réception organisée par les hauts commandements militaires pour célébrer leur libération. Après un bref accueil, ils furent envoyés à l'Hôpital militaire central où ils subirent une évaluation médicale. Selon le ministre de la défense, Gabriel Silva Luján, l'opération Caméléon exigea une « précision chirurgicale » et fut menée « sans aucun aide extérieure ». Par ailleurs, il s'opposa à divulguer davantage de détails sur le déroulement de l'opération car « donner des précisions reviendrait à renseigner l'ennemi », sachant que les FARC détenaient encore 19 policiers et militaires ainsi qu'environ 70 civils.

## Otages
Les quatre hommes libérés avaient passé près de douze ans de captivité aux mains des FARC. En effet, Arbey Delgado et William Donato Gómez avaient été faits prisonniers par la guérilla lors de la prise de Miraflores dans la ville du même nom durant la nuit du lundi 3 août 1998. Lors de cette attaque, la base anti-drogue de la police située dans cette municipalité fut assiégée par un groupe d'au moins 500 guérilleros des FARC, entraînant la mort de 16 membres des forces publiques et de trois civils ainsi que la séquestration de 75 militaires et 54 policiers,.
Quant à Luis Mendieta et Enrique Murillo, ils étaient séquestrés par les FARC depuis la prise de Mitú du 1er novembre 1998 qui aboutit à la mort de 37 membres des forces publiques et à la séquestration de 61 autres. La reprise de la ville par l'armée se fit en moins de 48 heures grâce au soutien du Brésil, qui permit à l'armée colombienne d'utiliser une base aérienne proche de Mitú pour amener des renforts, les guérilleros ayant brûlé la piste d’atterrissage avant leur attaque et cette zone n’étant pas accessible par voie terrestre. Le général Mendieta, qui avait commencé sa carrière dans la police nationale colombienne le 12 août 1974, était considéré comme le plus haut gradé détenu par les FARC. Durant sa captivité, il obtint le grade de brigadier-général de la République de Colombie le 8 janvier 2009 alors qu'il était lieutenant-colonel, devenant ainsi l'officier de plus haut rang détenu par la guérilla marxiste.
Les otages identifièrent Juan Duque Nieto, surnommé Chucho Díaz, comme étant le chef de leurs geôliers. Selon les services de renseignements colombiens, ce guérillero était le no 2 du Séptimo Frente du bloc oriental des FARC dirigé par Jorge Briceño Suárez, alias Mono Jojoy.

## Suites et réactions

### Colombie

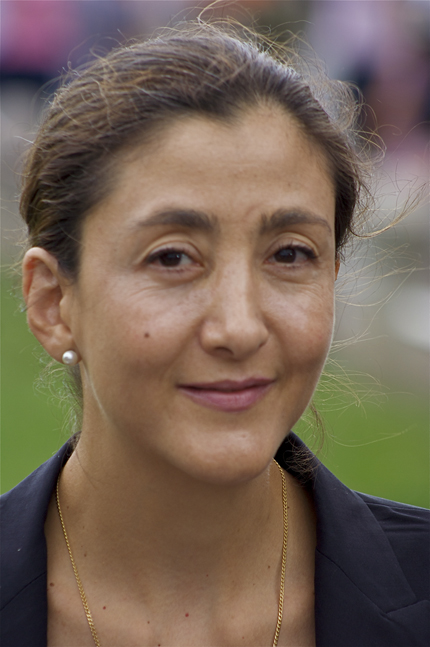
Íngrid Betancourt, une des quinze otages libérés lors de l'opération Jaque.

À la suite du succès de l'opération, le commandant de l'armée, le général Oscar González, déclara que le gouvernement colombien avait récompensé à hauteur de 2,5 milliards de pesos Marcos Parrilla et trois autres informateurs ayant permis de libérer les quatre otages. Une fois l'assaut mené à son terme, Luis Mendieta et Enrique Murillo libérés mais alors que l'armée était toujours à la recherche de William Donato et d'Arbey Delgado, le président Álvaro Uribe annonça publiquement la réussite de l'opération alors qu'il présidait le Conseil communautaire no 296 sur ses huit années au pouvoir (2002-2010) dans la ville de Quibdó. À cette occasion, la transmission télévisée d'un match de football de la coupe du monde en Afrique du Sud fut interrompue pour laisser place au discours du président colombien.
L'opération Caméléon fut le premier sauvetage réussi depuis l'opération Jaque du 2 juillet 2008 qui permit la libération de quinze otages, dont celle de la Franco-colombienne Íngrid Betancourt. Elle intervint une semaine avant le second tour de l'élection présidentielle prévu le 20 juin. Selon le politicologue Alejo Vargas, cette action de l'armée pourrait avoir renforcé l'avance dont disposait Juan Manuel Santos, candidat du Partido Social de Unidad Nacional, sachant qu'il était déjà largement en tête à l'issue du premier tour avec 46,56 % des voix contre 21,49 % pour le candidat du Partido Verde, Antanas Mockus. Un autre politicologue, Ruben Sanchez, professeur à l'université privée du Rosaire à Bogotá, déclara même que « cette opération avait été préparée depuis longtemps et (qu') elle était réservée pour ces jours-ci ». Ce succès de l'armée permit de rappeler que la guérilla subit des revers cinglants et médiatiques alors que Santos était ministre de la Défense, tels que la mort de Raúl Reyes lors de l'opération Phénix le 1er mars 2008, et la libération d'Íngrid Betancourt,. Ainsi, l'opposition politique du gouvernement d'Álvaro Uribe déclara que l'opération Caméléon avait été mise en place afin d'influencer le deuxième tour de l'élection présidentielle, ce qui fut dénié par Uribe.
Selon des conversations téléphoniques interceptées par l'armée colombienne, le haut commandement des FARC aurait donné l'ordre de tuer tous les guérilleros qui gardaient les otages lors de l'opération Caméléon. Le général Oscar González en profita pour rappeler que le gouvernement colombien offrait des plans de réinsertion aux guérilleros qui se démobilisaient,.

### États-Unis

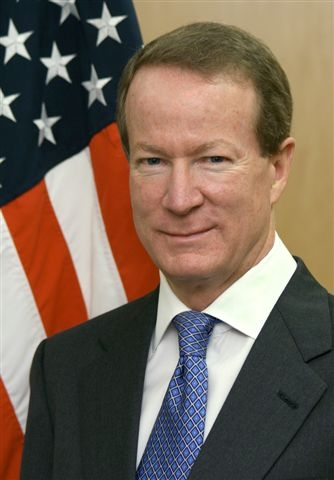
Selon William Brownfield, la Colombie et les États-Unis collaborèrent lors de cette opération.

Après le succès de l'armée colombienne, l'ambassadeur des États-Unis William Brownfield qualifia l'opération Caméléon de « magnifique et sensationnelle », précisant également que son gouvernement avait participé au travail de renseignements militaires.
Ainsi, le diplomate déclara que Caméléon était « un concept, un plan et une opération colombienne », rajoutant que ce n'était pas une surprise ou un secret que les gouvernements de la Colombie et des États-Unis collaboraient dans le domaine du renseignement depuis plus de 10 ans et que les deux pays partageaient leurs informations, leur équipement et leurs systèmes de collecte de renseignements. Or, ces propos sont en contradiction avec ceux du ministre de la défense, Gabriel Silva, qui affirma que l'opération Caméléon fut menée « sans aucune aide extérieure »,.

## Incohérences
Bien que cette opération fût un succès pour l'armée colombienne, plusieurs incohérences purent être relevées. Ainsi, tandis que le ministre colombien de la défense, Gabriel Silva, affirma qu'elle avait été menée « sans aucune aide extérieure », l'ambassadeur des États-Unis en Colombie, William Brownfield, déclara que le gouvernement américain avait participé au travail de renseignements militaires lors de cette opération.
Par ailleurs, le colonel William Donato, qui avait passé 15 heures caché dans la jungle, raconta que, pendant la nuit qui suivit l'assaut du camp des FARC, il entendit des hélicoptères qui survolaient la zone, et que quand il courut faire des signes pour indiquer sa présence, des avions militaires commencèrent à bombarder une région voisine, le forçant de nouveau à se réfugier. Le chef de l'armée colombienne, le général Óscar González, nia en arguant que l'armée ne pouvait même pas penser à effectuer de bombardements alors qu'elle essayait de protéger la vie des otages.
Quelques jours après la libération des otages, le général Freddy Padilla de León affirma qu'aucun soldat des forces armées n'avait été tué durant l'opération et, qu'à sa connaissance, il en était de même du côté des FARC. Ainsi, selon lui, le caporal Edward Milciades Guzmán Barón qui décéda de ses blessures le 17 juin après avoir été atteint d'une balle par un tireur d'élite des FARC à San José del Guaviare, ne participa pas à l'opération Caméléon. Cependant, selon les dires de la famille du défunt, ce dernier avait été envoyé au front avec d'autres soldats pour garder la zone et encercler les guérilleros qui étaient dans le camp afin que le commando spécial puisse libérer les otages.